# August Wilhelm Schlegel
August Wilhelm von Schlegel (ur. 8 września 1767 w Hanowerze, zm. 12 maja 1845 w Bonn) – niemiecki pisarz, językoznawca, filolog, tłumacz i uczony, brat Friedricha Schlegla. W 1842 odznaczony Pour le Mérite za Naukę i Sztukę.
W latach 1798–1801 wykładał na Uniwersytecie w Jenie. Wraz z bratem stworzył pierwszą szkołę romantyzmu. Był jednym z twórców filologii indyjskiej. Prowadził w Niemczech jako pierwszy wykłady sanskrytu, na uniwersytecie w Bonn. Zajmował się klasyfikacją języków. Podzielił je na 3 zasadnicze grupy:
1. języki izolujące
2. języki aglutynacyjne
3. języki fleksyjne

Wydał indyjskie epopeje Bhagavadgitę i Ramajanę. Napisał też Observation sur la langue et la littérature provançale (Paryż 1814).